# Peter Spitzenberg
Peter Spitzenberg (* 12. September 1945; † 26. August 2022) war ein deutscher Boxer.

## Leben
1962 war Spitzenberg deutscher Juniorenmeister im Federgewicht. Beruflich ließ er sich zum Starkstromelektriker ausbilden. Spitzenberg wurde im Erwachsenenbereich 1969, 1970 und 1973 deutscher Amateurboxmeister im Halbmittelgewicht sowie 1972 mit dem BC 1930 Essen-Steele deutscher Mannschaftsmeister. 1973 erhielt Spitzenberg die Auszeichnung „Essens Sportler des Jahres“.
Spitzenberg war für Einsätze bei der Europameisterschaft 1969 und bei den Olympischen Sommerspielen 1972 vorgesehen, in beiden Fällen verhinderten kurz vor den Turnieren zugezogene Verletzungen seine Teilnahmen. Er nahm mit der bundesdeutschen Boxstaffel unter anderem an Vergleichskämpfen gegen Dänemark teil und bezwang dabei im November 1972 in Aalborg Ole Svendsen. Im Vergleichskampf der BRD-Boxer gegen die Vereinigten Staaten bezwang Spitzenberg im August 1973 in Hempstead Jerome Bennett und holte damit bei der Veranstaltung einen von drei Siegen der deutschen Mannschaft.
Als Amateurboxer bestritt Spitzenberg insgesamt 210 Kämpfe, von denen er 200 gewann.
Im Anschluss an seine Boxsportzeit erlangte er die Hochschulreife und hernach an der Universität Trier einen Abschluss als Diplom-Sportlehrer. Spitzenberg wurde in der Verwaltung der Stadt Oberhausen für Sportbelange zuständig. Des Weiteren bildete er Sportübungsleiter und Führungskräfte für die Vereinsarbeit aus.
Spitzenberg war verheiratet und hatte eine Tochter und einen Sohn. Er verstarb am 26. August 2022.